# Peter Wisoff
Peter Jeffrey Kelsay „Jeff“ Wisoff (* 16. August 1958 in Norfolk, Bundesstaat Virginia, USA) ist ein ehemaliger US-amerikanischer Astronaut. Zurzeit arbeitet er am National Livermore Laboratory im Norden von Kalifornien.

## Ausbildung
Wisoff erhielt 1980 einen Bachelor in Physik von der University of Virginia sowie 1982 einen Master und 1986 seine Promotion in angewandter Physik von der Stanford University. Während seines Studiums in Stanford und auch danach an einer Fakultät der Rice University erforschte und entwickelte er verschiedene Anwendungen auf dem Gebiet der Lasertechnologie.

## Astronautentätigkeit
Im Januar 1990 wurde er von der NASA als Astronautenanwärter ausgewählt und anschließend zum Missionsspezialisten ausgebildet.

### STS-57
Am 21. Juni 1993 startete Wisoff mit der Raumfähre Endeavour zu seinem ersten Flug ins All. Das Hauptziel dieser Mission war die Bergung des European Retrievable Carrier Satellite (EURECA). Zusätzlich war erstmals das Spacehab zur Durchführung verschiedener Experimente mit an Bord. Während eines Weltraumausstiegs wurden von Wisoff zusammen mit David Low zwei Antennen von EURECA eingefahren.

### STS-68
Für die Mission STS-68 flog er mit der Raumfähre Endeavour am 30. September 1994 in den Weltraum. Es war der zweite Flug des Space Radar Laboratory. Die zwei Hauptinstrumente an Bord waren das SIR-C/X-SAR (Shuttle Imaging Radar-C/X-Band Synthetic Aperture Radar) und MAPS (Measurement of Air Pollution from Satellites). Am 11. Oktober landete die Raumfähre auf der Edwards Air Force Base in Kalifornien.

### STS-81
Am 12. Januar 1997 flog Wisoff mit der Raumfähre Atlantis zur Raumstation Mir.  Im Mittelpunkt standen der Materialtransport und der Wechsel eines Besatzungsmitgliedes. Wissenschaftliche Experimente befanden sich im Mitteldeck der Fähre, andere waren in einem Spacehab-Doppelmodul untergebracht.

### STS-92
Am 11. Oktober 2000 flog Wisoff mit der Raumfähre Discovery zur Internationalen Raumstation. Mit an Bord war das Gitterstrukturelement Z1 und der Pressurized Mating Adapter PMA-3. Wisoff nahm zusammen mit seinem Kollegen López-Alegría an zwei der insgesamt vier Weltraumausstiege teil. Beim ersten Ausstieg montierten sie den PMA-3 und beim zweiten nahmen sie letzte Justierungen am Z1-Gitter vor und testeten dann das SAFER genannte Rettungssystem für Astronauten.

## Weitere Tätigkeit
2001 nahm Wisoff seinen Abschied von der NASA und ging an das Lawrence Livermore National Laboratory (LLNL). Bis vor kurzem als Hauptstellvertreter (principal deputy) arbeitend, übernahm er mit Wirkung vom 1. Oktober 2013 von Ed Moses die Rolle als stellvertretender Direktor (principal associate director) der National Ignition Facility & Photon Science (NIF&PS) Abteilung am LLNL.

## Privates
Seit Ende 1999 ist Wisoff mit der Astronautin Tamara Jernigan verheiratet.